# Тюрлье, Жорж
Жорж Тюрлье́ (фр. Georges Turlier; 16 июля 1931, Сент-Илер-Фонтен) — французский гребец-каноист, выступал за сборную Франции на всём протяжении 1950-х годов. Участник двух летних Олимпийских игр, чемпион Олимпийских игр в Хельсинки, чемпион мира по гребле на бурной воде, многократный победитель и призёр регат национального значения.

## Биография
Жорж Тюрлье родился 16 июля 1931 года в коммуне Сент-Илер-Фонтен департамента Ньевр. Увлёкшись греблей на байдарках и каноэ, проходил подготовку в городе Невер в местном спортивном клубе «Ниверне».
Наибольшего успеха на взрослом международном уровне добился в возрасте двадцати лет в сезоне 1952 года, когда попал в основной состав французской национальной сборной и благодаря череде удачных выступлений удостоился права защищать честь страны на летних Олимпийских играх в Хельсинки — это стало возможным из-за того что действующие вице-чемпионы мира Арман Лоро и Жорж Дрансар решили сконцентрироваться на километровой дисциплине, оставив десятикилометровую молодым гребцам. Таким образом, Тюрлье стартовал здесь вместе с напарником Жаном Лоде в зачёте двухместных каноэ на дистанции 10000 метров — практически на протяжении всей гонки лидировал канадский экипаж Кеннета Лейна и Дональда Хаугуда, однако буквально перед самым финишем французы сумели обогнать их и завоевали тем самым золотые олимпийские медали.
Став олимпийским чемпионом, Жорж Тюрлье остался в основном составе гребной команды Франции и продолжил принимать участие в крупнейших международных регатах. Так, в 1959 году он побывал на чемпионате мира по гребле на бурной воде в городе Треньяк, откуда привёз награду золотого достоинства, выигранную в паре с Жоржем Дрансаром в программе двухместных экипажей.
Будучи одним из лидеров французской национальной сборной, благополучно прошёл отбор на Олимпийские игры 1960 года в Риме. На сей раз выступал в двойках на тысяче метрах вместе с новым напарником Мишелем Пикаром — они со второго места квалифицировались на предварительном этапе, однако в решающем финальном заезде финишировали предпоследними восьмыми, уступив победившему советскому экипажу Леонида Гейштора и Сергея Макаренко более восемнадцати секунд.
После завершения карьеры профессионального спортсмена работал учителем физкультуры, занимался общественной деятельностью, занимал руководящие должности в нескольких французских спортивных организациях.